# Coahuayutla de José María Izazaga
Coahuayutla de José María Izazaga là một đô thị thuộc bang Guerrero, México. Năm 2005, dân số của đô thị này là 13291 người.